# 迈松拉菲特城堡

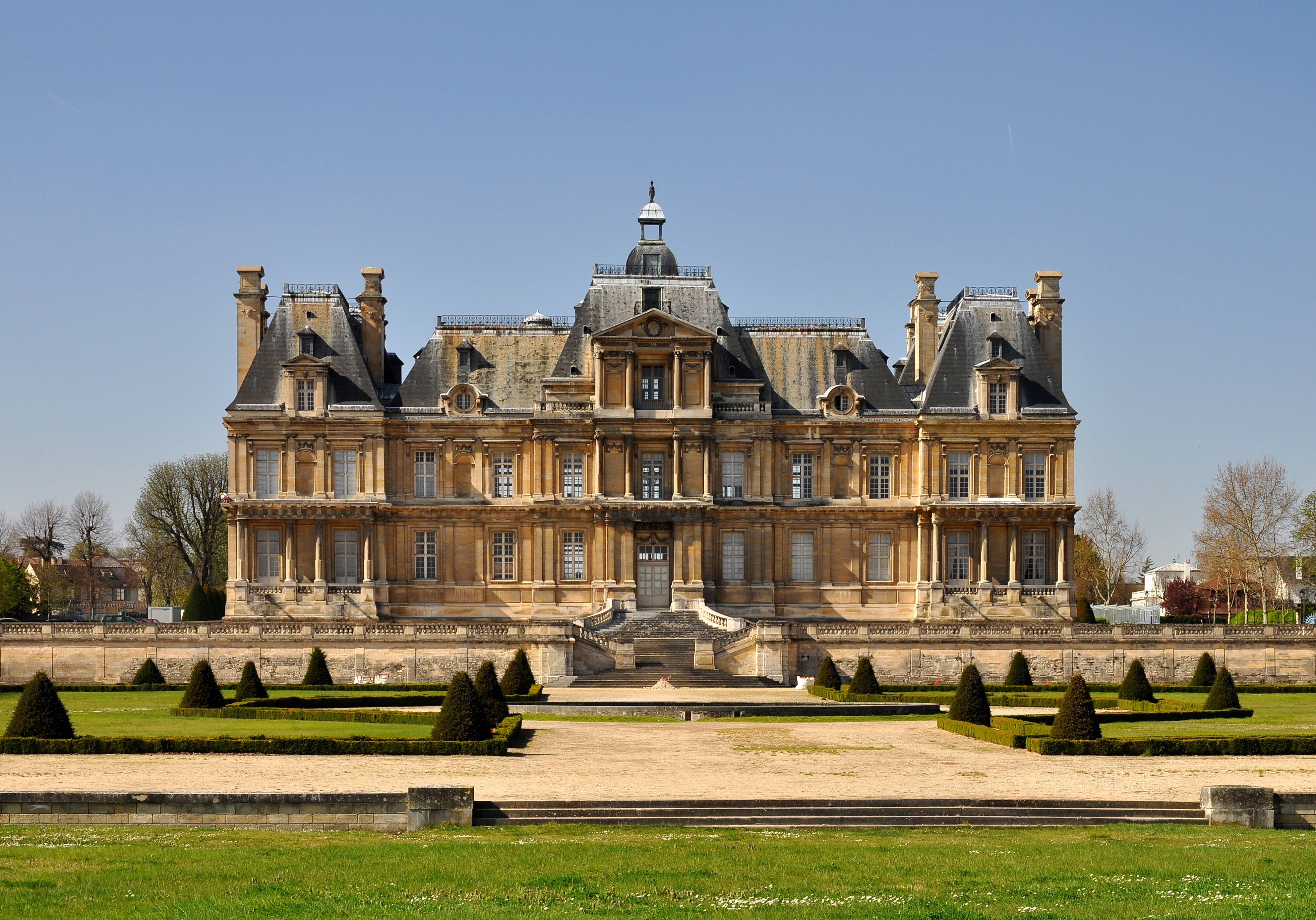
迈松拉菲特城堡

迈松拉菲特城堡（法語：Château de Maisons-Laffitte，法語發音：[ʃato də mɛzɔ̃ lafit]）是一座法式城堡，設計者是弗朗索瓦·芒萨尔，修建於1630年至1651年之間。這座城堡是法國巴洛克式建築的典型範例，位於法蘭西島大區巴黎西北郊伊夫林省城鎮迈松拉菲特。

## 外部連結
- 官方網站 （页面存档备份，存于）

48°56′50″N 2°09′14″E / 48.94722°N 2.15389°E